# أوليسس سيغورا
أوليسس سيغورا (بالإسبانية: Ulises Segura)‏ (23 يونيو 1993 كوستاريكا - ) هو لاعب كرة قدم كوستاريكي.

## روابط خارجية
- أوليسس سيغورا على موقع الدوري الأمريكي (الإنجليزية)
- أوليسس سيغورا على موقع قاعدة بيانات كرة القدم.إي يو (الإنجليزية)
- أوليسس سيغورا على موقع ناشيونال فوتبول تيمز (الإنجليزية)
- أوليسس سيغورا على موقع Soccerway.com (الإنجليزية)